# Microcambeva bendego
Microcambeva bendego — вид сомоподібних риб родини Trichomycteridae. Описаний у 2020 році.

## Назва
Видова назва bendego дана на честь метеорита Bend egó, виявленого в 1974 році у місцях поширення виду.

## Поширення
Ендемік Бразилії. Вид поширений у річках, що впадають у бухту Гуанабара у штаті Ріо-де-Жанейро на південному сході країни.